# Poźrzadło (województwo lubuskie)
Poźrzadło (niem. Spiegelberg) – wieś w Polsce, położona w województwie lubuskim, w powiecie świebodzińskim, w gminie Łagów. 
W latach 1975–1998 miejscowość administracyjnie należała do województwa zielonogórskiego.
Miejscowość przecina droga krajowa nr 92.

## Integralne części wsi
| SIMC    | Nazwa   | Rodzaj |
| ------- | ------- | ------ |
| 0911486 | Czartów | osada  |
| 0911492 | Czyste  | osada  |

## Zabytki
Do wojewódzkiego rejestru zabytków wpisane są:
- kościół ewangelicki, obecnie rzymskokatolicki filialny pod wezwaniem Zwiastowania NMP, szachulcowy, z XVIII wieku, z XIX wieku
- plebania, obecnie dom mieszkalny nr 22, szachulcowa, z XVIII wieku/XIX wieku
- dom nr 23.

## Wspólnoty wyznaniowe
- Kościół greckokatolicki — parafia św. Łukasza Ewangelisty[8]
- Kościół rzymskokatolicki – kościół filialny Zwiastowania Najświętszej Maryi Panny, należący do parafii Matki Bożej Różańcowej w Toporowie[9]